# Meganola strigula
Nole striolée, Nole des chênes
Espèce
Meganola strigula, la Nole striolée ou Nole des chênes, est une espèce de papillons de nuit de la famille des Nolidae et du genre Meganola. La localité type est Vienne (Autriche).

## Description
D'une envergure de 18 à 24 millimètres, elle possède des ailes antérieures blanchâtres striolées de brun dans l'aire distale et parcourues de lignes transversales sinueuses noirâtres. Le mâle possède des antennes pectinées. Elle ressemble à Meganola kolbi mais celle-ci a les ailes nettement plus foncées.

## Écologie
La chenille se nourrit sur les chênes. L'adulte vole de mai à juillet.

## Répartition
De l'Europe à la Turquie, Sud de l'Angleterre où elle semble en déclin, toute la France y compris la Corse. Elle est assez commune.

## Systématique
Le nom valide complet (avec auteur) de ce taxon est Meganola strigula (Denis & Schiffermüller), 1775.
L'espèce a été initialement classée dans le genre Noctua sous le protonyme Phalaena (Noctua) strigula Denis & Schiffermüller, 1775.
Ce taxon porte en français les noms vernaculaires ou normalisés suivants : La Nole striolée, Nole des chênes.
Meganola strigula a pour synonymes :
- Meganola monachalis Haworth, 1911
- Meganola strigulana Hübner
- Meganola zelleriana Fischer de Waldheim, 1824
- Noctua strigula (Denis & Schiffermüller), 1775
- Nola lineolalis Eversmann, 1844
- Nola strigula (Denis & Schiffermüller, 1775)
- Nola strigularis (Hübner, 1796)
- Phalaena aspersalis de Villiers, 1789
- Phalaena corticosa Vallot, 1802
- Phalaena strigula Denis & Schiffermüller, 1775
- Pyralis strigulalis Hübner, 1796
- Roeselia strigula (Denis & Schiffermüller, 1775)